# Cinqueux
Cinqueux è un comune francese di 1 604 abitanti situato nel dipartimento dell'Oise della regione dell'Alta Francia.

## Società

### Evoluzione demografica
Abitanti censiti